# Angrebspunkt
Angrebspunktet er det punkt i et  legeme hvor en kraft "angriber". Et eksempel på et angrebspunkt kunne være tyngdepunktet, hvilket er det punkt i legemet hvor tyngdekraften angriber.
| Naturvidenskab | Spire Denne naturvidenskabsartikel er en spire som bør udbygges. Du er velkommen til at hjælpe Wikipedia ved at udvide den. |